# 이정문 (1973년)
이정문(李楨文, 1973년 1월 5일~)은 대한민국의 제21·22대 국회의원이다. 충청남도 천안시 출생이다.

## 학력
- 천안신안국민학교 졸업
- 천성중학교 졸업
- 북일고등학교 졸업
- 한양대학교 법과대학 법학 학사

## 경력
- 2001년: 제43회 사법시험 합격
- 2004년: 사법연수원 33기 수료
- 이정문법률사무소 대표
- 대전지방검찰청 천안지청 정보공개심의 위원
- 충청남도교육청 공직자윤리위원회 위원
- 통합민주당 충청남도당 천안시 갑 지역위원회 청년위원장
- 더불어민주당 충청남도당 천안시 병 지역위원회 청년위원장
- 민주평화통일자문회의 자문위원
- 충청남도 장애인권익옹호기관 장애인학대판정위원회 위원
- 천안시 고문변호사
- 대전지방법원·대전가정법원 천안지원 민사가사 소송구조 지정변호사
- 더불어민주당 충청남도당 천안시 병 지역위원회 을지키는민생실천위원회 위원장
- 대전지방법원 천안지원 국선변호인
- 충남연구원 이사
- 충청남도 계약심의위원회 위원
- 2020년 3월~2021년 5월: 더불어민주당 정책위원회 부의장
- 2020년 4월 15일: 대한민국 제21대 국회의원 선거 당선(충남 천안시 병, 더불어민주당, 초선)
- 2020년 5월~: 더불어민주당 충청남도당 천안시 병 지역위원회 위원장
- 2021년 5월~2022년 10월: 더불어민주당 정책위원회 상임부의장
- 2022년 3월~2023년 5월: 더불어민주당 원내부대표(소통)
- 2024년 4월 10일: 대한민국 제22대 국회의원 선거 당선(충남 천안시 병, 더불어민주당, 재선)
- 2024년 8월~: 더불어민주당 정책위원회 수석부의장

### 의정 활동
- 2020년 5월 30일~2024년 5월 29일: 제21대 국회의원(충남 천안시 병, 더불어민주당, 초선)
  - 2020년 6월~2022년 5월: 제21대 국회 전반기 정무위원회 위원
  - 2020년 6월~2021년 5월: 제21대 국회 전반기 예산결산특별위원회 위원
  - 2020년 7월~2024년 5월: 국회수소경제포럼 구성의원
  - 2020년 9월~2022년 6월: 제21대 국회 윤리특별위원회 위원
  - 2021년 12월~2022년 6월: 제21대 국회 정치개혁 특별위원회 위원
  - 2022년 7월~2023년 5월: 제21대 국회 후반기 국회운영위원회 위원
  - 2022년 7월~2024년 5월: 제21대 국회 후반기 과학기술정보방송통신위원회 위원
  - 2023년 11월~2023년 12월: 제21대 국회 대법원장(조희대) 임명동의에 관한 인사청문특별위원회 위원
- 2024년 5월 30일~: 제22대 국회의원(충남 천안시 병, 더불어민주당, 재선)
  - 2024년 6월~: 제22대 국회 전반기 정무위원회 위원

## 역대 선거 결과
|  | 48.01% |

|  | 55.20% |

## 소속 정당
| 소속 정당 | 소속 정당      | 소속 기간 | 비고      |
| --------- | -------------- | --------- | --------- |
|           | 통합민주당     | 2008      | 정계 입문 |
|           | 민주당         | 2008~2011 | 당명 변경 |
|           | 민주통합당     | 2011~2013 | 합당      |
|           | 민주당         | 2013~2014 | 당명 변경 |
|           | 새정치민주연합 | 2014~2015 | 합당      |
|           | 더불어민주당   | 2015~현재 | 당명 변경 |

## 가족 관계
- 아버지: 이시연(2021년 10월 10일 사망)
- 어머니: 임순분(생존)

## 같이 보기
- 천안시 병
- 천안시의 국회의원
- 천안시 동남구의 국회의원
- 천안시 서북구의 국회의원